# Панський Вадим Миколайович
Вадим Миколайович Панський (нар. 30 травня 1982) — український військовослужбовець, підполковник 25 ОПДБр Збройних сил України, учасник російсько-української війни. Лицар ордена Богдана Хмельницького III ступеня (2016).

## Життєпис
Вадим Панський народився 30 травня 1982 року.
Командир батальйону 25-ї окремої повітрянодесантної бригади Збройних сил України. Учасник бойових дій за Амвросіївку, Дебальцеве, Шахтарськ, Нижню Кринку Донецької області.

## Нагороди
- орден Богдана Хмельницького III ступеня (1 серпня 2016) — за особисту мужність і високий професіоналізм, виявлені у захисті державного суверенітету та територіальної цілісності України, вірність військовій присязі[2].

## Військові звання
- підполковник[1];
- майор.